# Valhallfonna
De Valhallfonna is een ijskap op het eiland Spitsbergen, dat deel uitmaakt van de Noorse eilandengroep Spitsbergen. De Valhallfonna heeft een oppervlakte van ongeveer 1000 km².
De ijskap ligt in Nieuw-Friesland tussen fjord Wijdefjorden in het westen en Straat Hinlopen in het oosten. Ten zuidwesten van de ijskap ligt de gletsjer Åsgardfonna.
De ijskap is vernoemd naar de mythologische plaats Walhalla uit de noordse mythologie.